# Rajuvula
Rajuvula (greco ΡΑΖΥ Razy; Brahmi: Rā-ju-vu-la, Rājuvula; Kharosthi: 𐨪𐨗𐨂𐨬𐨂𐨫 Ra-ju-vu-la, Rajuvula; fl. I secolo) è stato uno dei satrapi settentrionali che governò nell'area di Mathura, nel Subcontinente indiano settentrionale, negli anni intorno al 10 d.C.

## Nome
Il nome di Rajuvula è attestato sulle sue monete nella forma Brahmi Rājuvula e nelle forme Kharosthi Rajuvula (𐨪𐨗𐨂𐨬𐨂𐨫),  Rajavula (𐨪𐨗𐨬𐨂𐨫), e Rajula (𐨪𐨗𐨂𐨫), che derivano dal nome Saka *Rāzavara, che significa "re regnante"

## Biografia
Rajuvula è stato un "Grande Satrapo" indo-scita (Mahākṣatrapa), con sede a Mathura.
Nell'India centrale, gli indo-sciti avevano conquistato l'area di Mathura dai re indiani intorno al 60 a.C.. Alcuni dei loro satrapi furono Hagamasha e Hagana, che furono a loro volta seguiti da Rajuvula.
Si ritiene che Rajuvula abbia invaso gli ultimi territori indo-greci nel Punjab orientale e abbia sostituito gli ultimi re indo-greci, Stratone II e Stratone III che governavano dalla città di Sagala. La principale monetazione di Rajuvula imitava quella dei sovrani indo-greci che aveva soppiantato.
Il capitello leonino di Mathura, un capitello indo-scita in pietra arenaria proveniente da Mathura, nell'India centrale, e datato al I secolo d.C., descrive in kharoshthi il dono di uno stupa con una reliquia del Buddha, da parte della regina Nadasi Kasa, "moglie di Rajuvula" e "figlia di Aiyasi Kamuia".
Il capitello cita anche la genealogia di diversi satrapi indo-sciti di Mathura.
La presenza del simbolo buddista triratana al centro del capitello suggerisce che Rajuvula seguiva, almeno nominalmente, la fede buddista.